# Grenade à fusil APAV 40
La grenade à fusil APAV 40 est une grenade à fusil antipersonnel ou antivéhicule de 40 mm en service depuis 1956 sous le nom officiel de grenade à fusil mixte 40 mm Mle 1956 puis de grenade AP/AV 40 F1 utilisée notamment par l'armée de terre française avec les fusils MAS-36/51, MAS-49/56, M1 Garand  et FAMAS.

## Description
La grenade APAV 40, d'une masse de 510 grammes est constituée d'une tête à charge creuse, d'un corps en fonte (produisant à masse égale environ quatorze fois plus d'éclats que l'acier), de 40 mm de diamètre (d'où elle tire son nom) et d'un empennage. Le détonateur d'impact à ressort est sécurisé par une goupille à enlever avant le tir. Sa vitesse initiale est de 70 m/s.

## Modèles
- Le modèle F1 nécessite l'emploi d'une cartouche de lancement sans projectile ;
- Le modèle F2 est équipé d'un piège à balle et peut ainsi être employé avec des munitions standards (à l'origine calibre 7,5 × 54 mm 1929C et 7,62 mm OTAN puis 5,56 mm OTAN avec l'arrivée du Famas à la fin des années 1970).

## Usage

En usage antivéhicule, la grenade APAV 40 est employée en tir tendu. Sur le FAMAS, les organes de visée (alidade de tir tendu) sont réglés pour un tir à 75 m ou 100 m.
En usage antipersonnel, la grenade est employée en tir courbe. Sur le FAMAS, les organes de visée (alidade de tir courbe) permettent un tir de 60 m à 170 m par incrément de 10 m en tir à 74°, et 170 m à 340 m par incrément de 20 m en tir à 45°.
Le rayon d'efficacité de l'explosion est de 10 m, les éclats sont dangereux jusqu'à 100 m. En tir tendu, la grenade est censée perforer jusqu'à 12 cm d'acier ou 36 cm de béton.
En 2024, le 1er régiment de hussards parachutistes entame des essais pour en faire une munition rôdeuse lancée par un quadrirotor FPV.

## Voir également
- Grenade à fusil AC 58
- FAMAS